# Крайняя точка

Крайние точки синего множества отмечены красным.

Крайняя точка выпуклого множества K в вещественном векторном пространстве — точка, не являющаяся серединой отрезка в K.

## Связанные определения
Точка p выпуклого множества K называется экспонированной если существует опорная плоскость к K, пересекающая K только в точке p.

## Свойства
- Теорема Крейна — Мильмана утверждает, что выпуклое компактное множество есть замкнутая выпуклая оболочка своих крайних точек.
- Любая экспонированная точка крайняя.
  - Множество крайних точек совпадает с замыканием экспонированных точек.